# 田邊隆二
田邊 隆二（たなべ りゅうじ、1884年（明治17年）1月23日 - 1945年（昭和20年）2月14日 ）は日本の逓信官僚であり実業家でもある。東大を学業優秀で卒業し、国から恩賜の銀時計を授与されたいわゆる「銀時計組」であり、卒業後、逓信省入省を経て、事務次官候補となり、京都電燈社長を経て、初代関西配電（現：関西電力）社長となった。日本電信電話工事の社長も務めた。岡山県倉敷市出身。

## 経歴

### 生い立ち
1884年（明治17年）岡山県児島郡粒江村（現：倉敷市）の生まれ。生家である田邊家は、素封家で代々庄屋をつとめており、この家系の父・田邊彦太郎と母・歌の次男として出生。旧制高梁中学（現：岡山県立高梁高等学校）へ進学し、1902年（明治35年）に同校を卒業、東京にある第一高等学校の文科イギリス法学科へ進学した。
旧制一校の同期に尾崎放哉、難波誠四郎がいる。その後、1905（明治38年）7月に同校を卒業して、東京帝国大学法科大学政治学科へ入学した。東大同期では、尾崎放哉、難波誠四郎、二村光三がおり、4人で一緒に東京で家を借り、鉄耕塾という名で同居生活を送る。1909年（明治42年）に同校を卒業した。

### 大学卒業後
同年、東大在学中に現役で高等文官試験合格し、恩賜の銀時計を授与される。卒業後は、逓信省へ入省する。入省後、監察局事務官、管理局総務部長、経理局長、逓信省参事官（逓信大臣官房文書課長）に昇進し、1924年（大正13年）40歳の時に逓信局長となった。札幌、熊本、大阪の各逓信局長を経て、大阪逓信局長兼大阪地方海員審判所長となる。1927年（昭和2年）に逓信省簡易保険局長へ出世する。このとき逓信省の事務次官（事務方トップ）へ昇進が内定しており、当時の逓信大臣の望月圭介から次期事務次官として推薦されるくらいであった。
しかしながら、この時、京都電燈社長であった田中博から田邊に入社して常務（後々社長）として経営を助けて欲しいと何度も懇願され、田中の熱意に押された田邊は、意を決して約20年間に渡る官僚生活を捨て、1928年（昭和3年）44歳のときに京電へ常務取締役として入社する。

### 京都電燈入社後
入社後、京電の経営に関わり、老齢の田中社長を補佐し優れた経営能力を発揮した。電力界に田邊ありと言われるくらい有名となり、1931年（昭和6年）入社から3年で副社長へ昇進。国から正4位勲4等を授与され、この時には、既に年老いた田中社長にかわって田邊が経営の実権を握っていた。しかし、当時は昭和恐慌の中であり、電力不況のため、各電力会社は経営難に陥っていた。そんな折、田邊のいた京電は、不況期においても株の高配当を維持し、単なる地方の電力会社に過ぎなかった京電を田邊が率いる経営陣の努力によって、6大電力会社と呼ばれるまでに成長させた。
この当時、官僚出身の実業家は、安易な官場生活に慣れているためか、経営は比較的に保守的であり、弾力性に乏しいとされていた。田邊は、その官僚時代に抑制された積極性を、実業家として遺憾なく発揮した。この積極的で攻撃的な経営方針は、田邊の性格から来ており、荒削りで線が太く豪快であるが、人を受け入れる度量が大きく従業員から慕われていた。また、同郷出身の高梁中学出身である板野道夫も当時課長として在籍しており、親交があった。1938年（昭和13年）京電創立50周年記念式を行い、1940年（昭和15年）には、福井電力、南越電気および大正電気を買収した。その後、田中社長の退任に伴い、1941年（昭和16年）京都電燈社長となった。
しかしながら、国主導の戦時配電統制令によって1942年（昭和17年）に解散。設備は、新たに設立された関西配電へ引き継がれた。関西配電は、第二次世界大戦中の配電統制令により、1941年9月、関西地域内にあった日本発送電・日本電力・東邦電力・南海水力電気・宇治川電気・京都電燈の民間6社と、阪神電気鉄道・阪神急行電鉄・南海鉄道・関西急行鉄道・京阪電気鉄道の5社の電力部門、市営電気供給事業を営む大阪市・神戸市・京都市の3市の合計14事業者に対して発令された。
設立の時点においては、14事業者の統合（第1次統合）を実施したのみで関西地域の配電統制を全面的に実現したわけではなかった。そのため順次、残存配電事業の統合（第2次統合）を行い、翌1943年（昭和18年）7月1日をもって統合が完了した。関西配電は、日本発送電に電源の9割を依存していたため、日本発送電側にいた、森寿五郎（同郷・高梁中の後輩、後の関西電力初代副社長）が主要幹部におり連携していた。

### 関西配電の初代社長として
このとき、関西配電内の力関係として宇治川電気の方が京都電燈より企業規模が大きかったが、電力を管轄している逓信省出身で事務次官候補までなっていた、田邊が逓信省の強い意向で1942年、58歳で初代の社長となる。宇治川電気社長の堀新は副社長に就任した。この後、逓信省の命令に従い、域内の電力設備の統合を進め、1945年（昭和20年）第二次世界大戦の終戦間近まで社長をつとめたが、同年2月14日、関西配電社長として在職中に死去。享年61歳であった。
田邊はこの他にも、比叡山鉄道、三国芦原鉄道（現：えちぜん鉄道）の取締役、逓信省の繋がりで日本電信電話工事の社長も務めていた。